# 下流 (歌曲)
《下流》（英語：Dirrty）是美國歌手克莉絲汀·阿奎萊拉與美國饒舌歌手紅人的一首歌曲，收錄於阿奎萊拉第四張錄音室專輯《裸》。歌曲於2002年9月14日由RCA唱片作為專輯《裸》主打單曲發行。縱使阿奎萊拉出道的前三年獲得了商業成功，但是她對於未能控制自己的形象感到不滿，因此她渴望製作一首代表她真實性格的歌曲。她接觸了嘻哈製作人洛克維爾德，並以紅人2001年的歌曲《Let's Get Dirty (I Can't Get in da Club)》作為創作方向。最終製作出《下流》這首帶有嘻哈與節奏藍調風格的歌曲，並獲紅人本人客串。《下流》是一首以性活動為主題的歌曲。
RCA唱片以2002年9月14日把歌曲派往美國電台作為《裸》的主打單曲發行。RCA與索尼音樂娛樂其後發行了歌曲的CD單曲。歌曲發行後最高登上美國《告示牌》百強單曲榜第48位。在美國以外的地方，《下流》在不列顛群島與愛爾蘭獲得商業成功，包括登上英國與愛爾蘭單曲榜冠軍位置。歌曲亦登上了澳洲、丹麥、荷蘭以及瑞士單曲榜前10位。
《下流》的音樂錄像帶由大衛·拉切貝爾拍攝，旨意向公眾宣傳阿奎萊拉的新形象。錄像帶描述了摔跤與肌肉崇拜等戀物行徑。錄像帶的爭議性消除了她以往作為泡泡糖流行歌手的形象。錄像帶受到多份新聞出版物和其他歌手的批評，亦因其色情內容而被禁止在泰國電視上播放。阿奎萊拉為錄像帶作出澄清，稱其鼓舞人心並讓自己走到最前線。阿奎萊拉一共在她四個大型演唱會上演唱過歌曲：「愛你無罪與裸演唱會」、「裸全球巡迴演唱會」、「天生歌姬全球巡迴演唱會」與「解放巡迴演唱會」。

## 背景與發展

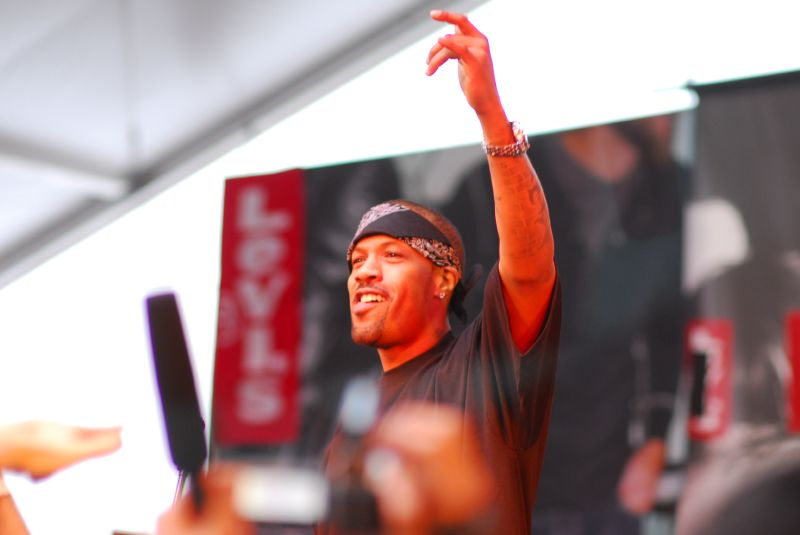
《下流》以紅人 (饒舌歌手)（圖）2001年的嘻哈歌曲《Let's Get Dirty (I Can't Get in da Club)》作為創作藍本，紅人其後亦加入歌曲客串。

克莉絲汀·阿奎萊拉在發行她於1999年的出道專輯後迅速成為知名歌手。專輯空降美國《告示牌》二百強專輯榜冠軍並獲美國唱片業協會認證為八白金唱片。專輯亦創造出三首《告示牌》百強單曲榜冠軍單曲：《瓶中精靈》、《少女情懷》與《來到我身邊》。縱使獲得商業成功，但阿奎萊拉對當時的經理史蒂夫·庫茲對自己的市場定位感到不滿意，並感到無法控制自己的形象。她向《雪梨晨鋒報》表示對於自己成為1990年代後期青少年流行音樂浪潮的一員感到不滿：「廠牌（RCA唱片）想推出毫無特色的明星，（...）這種宛如處女般的形象根本與我不符」，「我真的很想把它擺脫，因為我真的認為那樣又假又膚淺，不是我真實的樣子」。
《下流》是最後一批作為2002年的專輯《裸》而錄製的歌曲之一。歌曲於位於伯班克企業錄音室以及好莱坞的康威錄音室錄製，並由奧斯卡·拉米雷斯、瓦西姆·瑞克、迪倫·「3D」·德萊斯多完成錄製。阿奎萊拉想要製作一首能夠宣傳自己新形象的「下流與骯髒」歌曲。她接觸了曾在《果醬女郎》合作的嘻哈製作人洛克維爾德，並建議以紅人2001年的歌曲《Let's Get Dirty (I Can't Get in da Club)》作為創作方向。《娱乐周刊》以「幾乎重製」了紅人的2001年的舊作形容《下流》。曾在阿姆2001年嗆阿奎萊拉的歌曲《牆外》客串的饒舌歌手紅人亦加入《下流》獻聲。阿奎萊拉希望使用錯拼的歌名以把讓歌曲私人化，並曾打算把歌曲命名為《Dirtee》或《Dirrdy》。歌曲的名稱亦反映於音樂錄像帶中，阿奎萊拉以「真實，上演著地下與非法的事情」形容錄像帶。

## 音樂與歌詞
《下流》是一首嘻哈與節奏藍調風格歌曲。歌曲以G小調創作，拍號為每分鐘100次。歌曲的副歌與紅人的饒舌部分以一對B♭八度二元使突出。阿奎萊拉在歌曲的音域從最低的F3到最高的F#5。紅人於歌曲《Let's Get Dirty (I Can't Get in da Club)》裡類似猿的聲音亦加入《下流》當中。根據《Stylus雜誌》的托德·伯恩斯，《下流》的低音声部「未有跟歌曲以自然的方式嚙合著」，並有著「有效的」疊錄技巧。歌曲的歌詞談及了桌上舞等性活動。喬恩·帕雷萊斯指出阿奎萊拉決心擺脫從早期作品獲得的青少年流行音樂形象，並決定從「自證」的《下流》中展示自己的性取向與挑釁」。阿奎萊拉其後在2006年的專輯《天生歌姬》中收錄了歌曲的續作《依然下流》。

## 發行與商業成績
《下流》作為專輯《裸》的主打單曲發行。此前RCA唱片曾鼓勵阿奎萊拉發行謠曲《美麗的》作為《裸》的首支單曲。但阿奎萊拉執意以《下流》作為主打單曲，原因是歌曲代表著她「真實」性格。RCA唱片於2002年9月把歌曲派往美國電台。歌曲於2002年9月21日當週空降美國《告示牌》百強電台歌曲榜第64位，並於次週升至第49位 。歌曲於2002年10月5日當週下降至第50位的排名。RCA唱片於2002年9月24日在美國發行歌曲的12英吋單曲，並於10月14日發行收錄《I Will Be》作為{B面曲的CD單曲。12月10日則發行了另一張收錄《Make Over》作為B面曲的美國CD單曲。RCA唱片與索尼音樂娛樂亦分別於10月14日以及11月11日在德國跟英國發行了《下流》的CD單曲。
《下流》是阿奎萊拉首支未能打進美國《告示牌》百強單曲榜前20位的單曲，僅於2002年10月5日當週最高登上第48位。歌曲於2002年9月21日當週空降榜單第67位，並於次週升至第49位。歌曲亦最高登上了主流四十強單曲榜第14位、節奏單曲榜第20位以及四十強曲目榜第22位。
在美國以外的地區，《下流》於2002年11月30日當週空降加拿大單曲榜第7位，並於2003年2月15日當週最高登上第5位。在英國，歌曲於2002年11月17日當週空降英國單曲排行榜冠軍位置，其後蟬聯榜首兩週，並獲英国唱片业协会認證為白金唱片。歌曲亦打進多個歐洲國家排行榜第5位，包括愛爾蘭（第1位）、荷蘭（第2位）、挪威、西班牙、瑞士（均為第3位），比利時法蘭德斯、丹麥、德國（均為第4位），奧地利以及匈牙利（均為第5位）。歌曲亦於2002年12月7日當週打進欧洲百强单曲榜第3位。《下流》亦於澳洲單曲榜最高登上第4位，並獲澳大利亚唱片业协会認證為白金唱片。

## 專業評價
《下流》於發行後獲得評論家反響不一的評價，包括批判性相關的歌詞。《偏锋杂志》的薩爾·辛克瑪尼稱歌迪為《裸》裡「最稱心滿意」的歌曲。《Stylus雜誌》的托德·伯恩斯以「其中一首年度最有趣歌曲」形容歌曲，並把它的風格跟布蘭妮·斯皮爾斯在《愛情奴隸》的形象轉變作比較。在另一個評論中，伯恩斯把歌曲評為2002年的最佳單曲，指「這就是流行音樂的所有，盡可能地吸引更多聽眾」。《衛報》的貝蒂·克拉克以「壯大的污穢」形容歌曲。《數碼間諜》的尼克·萊文在2008年評論阿奎萊拉的精選輯《精靈神話-精選+新曲》時，把《下流》稱為「記憶中最騷包、大汗淋漓的夜店歌曲」。
詹西·鄧恩指把《下流》作為主打單曲發行是「恥辱」，並指它曲解了專輯其餘部分。《AllMusic》的史蒂芬·托馬斯·艾爾維恩亦有相似看法，指對歌曲作為主打單曲感到失望，並認為阿奎萊拉在歌曲裡的音域太窄。他亦認為歌曲的節奏藍調風格並不適合她，把歌曲跟「柔媚性感」的《愛情奴隸》作比較。《告示牌》的邁克爾·保羅塔稱歌曲「可怕地模仿」，而《新音乐快递》的吉姆·沃思則指歌曲是「可能是莊稼裡的蹩腳貨」。《娱乐周刊》的克雷格·西摩給予歌曲D-評價，稱阿奎萊拉的聲音「糟糕而刺耳」，並認為這是對於獲取街頭信譽的一次失敗嘗試。《下流》於2003年的「Q音樂獎」上贏得最佳單曲獎。歌曲亦在「第45屆格林美獎」上獲「格林美獎最佳流行對唱」的提名，但輸給山塔那合唱團（密雪兒·布蘭奇客串）的《The Game of Love》。

## 音樂錄像帶

### 背景與內容

《下流》音樂錄像帶的其中一幕，展現了阿奎萊拉表演蕩婦蹲的模樣。錄像帶被認為是蕩婦蹲的起源，其後在同期女性藝人間流行起來。

《下流》的音樂錄像帶由大衛·拉切貝爾負責拍攝。錄像帶於2002年9月8日與9日拍攝，並取景於洛杉磯一所廢棄的報紙印刷廠。阿奎萊拉為了準備拍攝錄像帶而特意上了拳擊課，並有超過100名舞者應徵錄像帶的拍攝工作。阿奎萊拉希望確定與拉切貝爾對作品有著相同的見解，而不想它變得「柔順跟可愛」。錄像帶開鏡當天拍攝了阿奎萊拉從鐵籠裡降臨拳擊場上，並在場上跳舞的鏡頭。次日則拍攝了她與女性在場上搏鬥的模樣、一段桌上舞鏡頭、一段紅人饒舌時的派對片段，以及一段淋浴場面。錄像帶於2002年9月30日公開在「Making the Video」上公開，並被形容為「世界末日後的狂歡聚會」。
錄像帶以阿奎萊拉騎著電單車進入夜總會作開始。她身穿著比基尼泳衣以及露出臀部的皮套褲，並從一個鐵籠裡降臨到拳擊場上，跟身後的一眾舞者一起跳舞。一名戴上頭罩的女性其後也來到場上，跟阿奎萊拉互相搏擊起來。這個場景與阿奎萊拉身穿著露臍上衣跳舞的場景交纏起來。其後她把上衣脫掉而露出胸罩跟迷你裙跳舞。然後紅人沿著走廊步行而登場，途中經過泥濘摔跤手、柔身高手，以及獸迷等人。錄像帶其後展示了阿奎萊拉與其他舞者在淋浴間邊淋水邊跳舞的身影。錄像帶亦包含了多種戀物癖，包括摔跤跟肌肉崇拜等。

### 反響
錄像帶引發了關於阿奎萊拉全新形象的爭議，顛覆以往作為泡泡糖流行歌手跟鄰家女孩的形象 。當阿奎萊拉的合作人琳达·佩里看見錄像帶的的時候，她向阿奎萊拉問：「你是嗑藥了嗎？這真令人討厭。為甚麼你要這樣做？」錄像帶裡以泰語寫著「泰國的性旅遊」跟「年輕未成年女孩」的海報亦在泰國引發了抗議。拉切貝爾澄清自己並不知道海報文字代表的意思，而阿奎萊拉於當地的唱片公司亦禁止了當地電視台播放錄像帶。
阿奎萊拉的新形象被公眾廣泛排斥，甚至開始搶去她音樂的風頭。《獨立報》的蒂姆·沃克指：「（阿奎萊拉）僅穿了一條皮套褲模仿自慰的動作。」《娛樂週刊》形容以「世上最倒胃口的爬行女人」阿奎萊拉在錄像帶的形象 ，而《村聲》則把她比喻為「異形」裡的異形。與阿奎萊拉同期的歌手，夏奇拉、凱莉·奧斯本與潔西卡·辛普森皆表達對錄像帶 的非議。《時代雜誌》以「她像是在星際的性交易大會直接到達場地」形容阿奎萊拉。《滾石》的揚希·鄧恩把作品命名為「野性妹網：衝鋒飛車隊續集」。愛瑪·福雷斯特表示：「她所描繪的是性的亞文化，並且說這是正常的年輕女性的性活動，這是不公平的。甚至連麥當娜也從未對女孩這樣做。」阿奎萊拉在《攪拌機》回應對於錄像帶的種種指控：
我感到十分震驚—我認為作品非常鼓舞人心。我喜歡玩樂與新嘗試，無論我過的是稀奇還是乏味的一天。如果你大膽開放的話，從藝術角度來說，有很多人很自然會被你的音樂與影像所震懾到，尤其是在中美... 無所謂，我可能會被認為是錄像帶的裸體女孩，但假如你更留心地看的話，我亦同樣走在最前線。我並不是那些出現在饒舌錄像帶裡的無趣女孩，我處於領導地位，對我周圍的所有事物和所有人都擁有完全的控制權。 對我而言，發揮至極致的才是真正藝術家。
儘管受到批評，錄像帶仍然成為音樂電視網的「互動全方位」2002年10月的冠軍錄像帶。在2008年11月16日播放的節目最終集，《下流》被評選為節目史上第五偉大音樂錄像帶。《洛杉磯週刊》亦把《下流》評選為節目裡第四偉大的錄像帶，指:「露臀皮套褲：一樣未被充分利用的流行明星飾物」。在「2003年MTV音樂錄影帶大獎」上，錄像帶獲提名「MTV音樂錄影帶大獎最佳女歌手錄影帶獎」、「MTV音樂錄影帶大獎最佳舞蹈錄影帶獎」、「MTV音樂錄影帶大獎最佳流行錄影帶獎」以及「MTV音樂錄影帶大獎最佳編舞獎」。錄像帶亦在2003年「音樂錄影帶製作協會獎」上獲六項提名，其中贏得「最佳造型獎」與「最佳化妝獎」。2003年，錄像帶被《偏鋒雜誌》評選為「100首史上最偉大音樂錄像帶」第100名。在2008年年底，錄像帶被全球擁有超過25萬讀者的雜誌《男人装》票選成為「史上最性感音樂錄像帶」第9名。錄像帶亦成為VH12013年的「可恥性感的音樂錄像帶」第2名。錄像帶被認為是舞步蕩婦蹲的起源，動作其後在小野貓與碧昂絲等同期女性藝人間流行起來。

## 現場表演

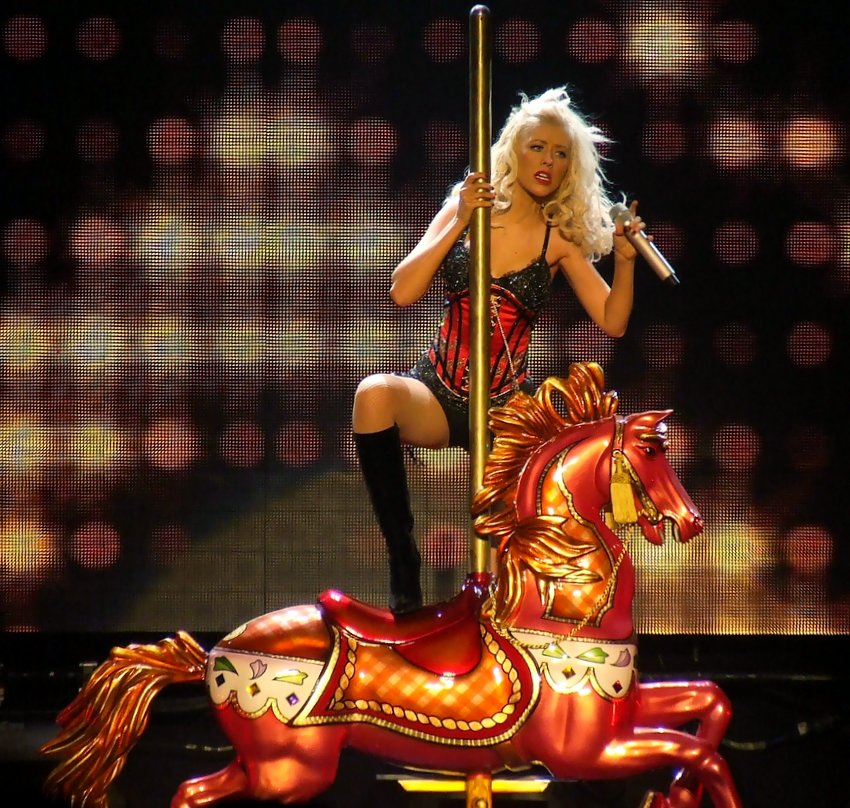
阿奎萊拉在2006年於杜拜的「天生歌姬全球巡迴演唱會」上演唱《下流》。

阿奎萊拉於在巴塞隆拿的「2002年MTV歐洲音樂大獎」上作《下流》的首次演唱，並穿上在音樂錄像帶中的皮套褲並重現了錄像帶的場景。她其後在2002年於英國電視節目「CD:UK」與「Top of the Pops」上演唱了歌曲，並在2003年8月的「2003年MTV音樂錄影帶大獎」演唱了與《愛的鬥士》作為串燒曲的歌曲片段，表演亦請來戴夫·納瓦羅作為結他手。
阿奎萊拉一共在她四個大型演唱會上演唱過《下流》。在2003年的「愛你無罪與裸演唱會」與「裸全球巡迴演唱會」上，阿奎萊拉皆以《下流》作為開場曲。在演出中，阿奎萊拉以一頭黑髮以及一身黑色裸露裝束亮相。根據《旧金山纪事报》的內娃·喬林與《音樂電視網》的克里斯蒂娜·富柯的說法，她的造型與雪兒相似。歌曲於2004年倫敦溫布利體育館場次的表演其後收錄於映像作品「裸-英倫演唱會全記錄」當中。《下流》亦加入了阿奎萊拉於2006年至2008年的「天生歌姬全球巡迴演唱會」演出曲目列表中，並作為馬戲團表演的部分。該場演出結合了百老匯音樂劇《芝加哥》的《監獄探戈》以及朱利葉斯·伏契克的《角鬥士進場》的元素，阿奎萊拉亦在旋轉木馬上演唱。《獨立報》的班·沃爾什指出《下流》為該演唱會的最佳演出。然而《觀察家報》的凱蒂王國則稱演出「濃妝艷抹」。歌曲於亞德萊德阿德萊德娛樂中心場次的表演其後收錄於映像作品「天生歌姬-澳洲現場演唱會」當中。阿奎萊拉亦在2018年的「解放巡迴演唱會」上演唱過歌曲。

## 媒體使用與翻唱版本
在歌曲的音樂錄像帶發佈兩週後，演員莎拉·蜜雪兒·吉蘭便在電視節目「週六夜現場」上惡搞了錄像帶，並說（飾演阿奎萊拉）：「當人們看見這錄像帶，他們會停止把我認為某些金髮、泡泡糖流行、音樂工業的蕩婦－而認為我是個真正的蕩婦」。阿奎萊拉其後表示對此場惡搞表演感到失望，並認為自己「可以為演出想到更有趣的劇本」。英國歌手紅髮艾德於2015年2月在BBC廣播一台的「Live Lounge」環節上翻唱了歌曲。紅髮艾德的表演主要使用吉他伴奏，並帶有靈魂樂元素。2015年5月，斯蒂芬·默切特於電視節目「對口型大作戰」上以假唱形式表演了歌曲。

## 歌曲列表
| - 美國12英吋單曲 1. "Dirrty" [no rap edit] – 4:01 2. "I Will Be" – 4:12 3. "Dirrty" – 4:58 - 歐洲CD加大單曲 1. "Dirrty" [no rap edit] – 4:01 2. "I Will Be" – 4:12 3. "Dirrty" – 4:58 4. "Dirrty" [video] – 4:49 | - 美國CD單曲 1. "Dirrty" – 5:00 2. "Make Over" – 4:12 - Dance Vault混音線上迷你專輯 1. "Dirrty" [Tracy Young Radio] – 4:06 2. "Dirrty" [Tracy Young Club] – 8:40 3. "Dirrty" [MaUVe Remix] – 8:11 |

## 製作名單
製作名單來自《裸》CD內頁。
錄音室
- 聲音錄製（企業錄音室，伯班克，加利福尼亞州以及康威錄音室，荷里活）

製作群

- 詞曲創作 – 克莉絲汀·阿奎萊拉、達拿·斯汀森、巴萊瓦·穆罕默德、雷金納德·諾布爾、賈斯珀·卡梅隆
- 製作 – 洛克維爾德、克莉絲汀·阿奎萊拉
- 聲樂 – 克莉絲汀·阿奎萊拉、紅人
- 和聲 – 紅人
- 工程 – 奧斯卡·拉米雷斯、瓦西姆·瑞克、迪倫·「3D」·德萊斯多
- 混音工程（英语：Mixing engineer） – 戴夫·「硬盤」·彭薩多
- 混音協助 – 伊桑·威洛比

## 榜單成績
| 週榜單（2002－2003年）               | 最高 位置 |
| ------------------------------------ | --------- |
| 澳大利亚（澳大利亚唱片业协会單曲榜） | 4         |
| 奥地利（Ö3四十强单曲榜）             | 5         |
| 比利时佛兰德（Ultratop五十强单曲榜） | 4         |
| 比利时瓦隆（Ultratop五十强单曲榜）   | 8         |
| 巴西（巴西唱片業協會）               | 25        |
| 加拿大（加拿大單曲榜）               | 5         |
| 克羅地亞（克羅地亞廣播電視台）       | 1         |
| 丹麥（Hitlisten单曲榜）              | 4         |
| 歐洲（歐洲百強單曲榜）               | 3         |
| 芬兰（芬蘭官方單曲榜）               | 20        |
| 法国（法國唱片出版業公會單曲榜）     | 98        |
| 德国（德國官方單曲榜）               | 4         |
| 希臘（IFPI希臘）                     | 24        |
| 匈牙利（四十強單曲榜）               | 5         |
| 愛爾蘭（愛爾蘭唱片音樂協會单曲榜）   | 1         |
| 意大利（意大利音乐产业联盟单曲榜）   | 8         |
| 荷兰（百强单曲榜）                   | 2         |
| 荷兰（荷蘭四十強單曲榜）             | 2         |
| 新西兰（新西兰唱片音乐协会单曲榜）   | 20        |
| 挪威（世道單曲榜）                   | 3         |
| 波蘭（波蘭音樂榜）                   | 18        |
| 葡萄牙（葡萄牙唱片業協會）           | 7         |
| 羅馬尼亞（羅馬尼亞百強單曲榜）       | 94        |
| 蘇格蘭（官方榜单公司單曲榜）         | 1         |
| 斯洛維尼亞（斯洛維尼亞廣播電視台）   | 6         |
| 西班牙（西班牙音樂製作協會）         | 3         |
| 瑞典（瑞典最熱榜）                   | 6         |
| 瑞士（瑞士热门音乐榜）               | 3         |
| 英國（官方榜单公司單曲榜）           | 1         |
| 美国（《告示牌》百大單曲榜）         | 48        |
| 美國（《告示牌》Pop Airplay）        | 14        |
| 美國（《告示牌》Rhythmic Songs）     | 20        |

| 年榜單（2002年）                       | 位置 |
| -------------------------------------- | ---- |
| 澳大利亞（澳大利亞唱片業協會單曲榜）   | 36   |
| 奧地利（Ö3四十強單曲榜）               | 65   |
| 比利時瓦隆尼亞（Ultratop五十強單曲榜） | 33   |
| 比利時法蘭德斯（Ultratop五十強單曲榜） | 53   |
| 德國（官方德國榜單）                   | 43   |
| 愛爾蘭（愛爾蘭唱片音樂協會）           | 19   |
| 意大利（意大利音樂產業聯盟）           | 32   |
| 荷蘭（百強單曲榜）                     | 16   |
| 瑞典（瑞典最熱榜）                     | 49   |
| 瑞士（瑞士熱門音樂榜）                 | 22   |
| 英國（官方榜單公司單曲榜）             | 30   |

| 年榜單（2003年）                       | 位置 |
| -------------------------------------- | ---- |
| 奧地利（Ö3四十強單曲榜）               | 58   |
| 比利時法蘭德斯（Ultratop五十強單曲榜） | 78   |
| 荷蘭（百強單曲榜）                     | 53   |
| 瑞典（瑞典最熱榜）                     | 97   |

| 年代榜（2000年－2009年） | 位置 |
| ------------------------ | ---- |
| 荷蘭（百強單曲榜）       | 49   |

## 認證
| 地區                                  | 认证 | 认证单位/销量 |
| ------------------------------------- | ---- | ------------- |
| 澳大利亚（澳大利亚唱片业协会）        | 白金 | 70,000^       |
| 比利时（比利時唱片音樂協會）          | 金   | 25,000*       |
| 丹麦（國際唱片業協會丹麥分會）        | 金   | 4,000^        |
| 荷兰（荷蘭音像製品製作與進口協會）    | 金   | 40,000^       |
| 新西兰（新西兰唱片音乐协会）          | 金   | 5,000*        |
| 挪威（國際唱片業協會挪威分会）        | 白金 | 17,500        |
| 瑞典（瑞典唱片業協會）                | 白金 | 30,000^       |
| 瑞士（國際唱片業協會瑞士分会）        | 金   | 20,000^       |
| 英国（英国唱片业协会）                | 白金 | 600,000       |
| *僅含認證的實際銷量 ^僅含認證的出貨量 |      |               |

## 資料來源
1. 1 2 3  Hiatt, Brian. . Entertainment Weekly. Time Inc. October 29, 2002  [2019-11-06]. （原始内容存档于2007-10-12）.
2. ↑  Gardner, Elysa. . USA Today. Gannett Company. October 23, 2002  [2019-11-06]. （原始内容存档于2016-03-01）.
3. 1 2  . AllMusic. All Media Network.   [2019-11-06]. （原始内容存档于2015-12-25）.
4. ↑  . Recording Industry Association of America.   [2019-11-06]. （原始内容存档于2016-04-17）.
5. ↑  Stitzel, Kim. . MTV News. Viacom Media Networks. February 2002  [2019-11-06]. （原始内容存档于2002-04-02）.
6. ↑  . The Sydney Morning Herald (Fairfax Media). October 30, 2002  [April 18, 2016]. （原始内容存档于2018-06-21）.
7. 1 2   (CD liner notes). Christina Aguilera. RCA Records. 2002.
8. 1 2  Sanneh, Kelefa. . The New York Times (紐約時報公司). September 8, 2002  [August 11, 2013]. （原始内容存档于2013-09-21）.
9. ↑  Moss, Corey. . MTV News. Viacom Media Networks. November 13, 2002  [2019-11-06]. （原始内容存档于2002-11-15）.
10. ↑  Anderman, Joan. . The Boston Globe (John W. Henry). October 29, 2002.
11. ↑  Haleja, Deepti. . Lodi News-Sentinel (Steven Malkowich). November 2, 2002: 20  [2019-11-06]. （原始内容存档于2020-07-09）. The risque video for her first single, 'Dirrty', a hip-hop collaboration with Redman and Rockwilder...
12. ↑  Brackett, Nathan. . Rolling Stone (Jann Wenner). 2004: 683  [April 17, 2016]. ISBN 9780743201698. （原始内容存档于2020-07-09）.
13. ↑  . Alfred Publishing. December 4, 2002  [April 16, 2013].
14. 1 2  Burns, Todd. . Stylus Magazine. October 7, 2002  [June 16, 2007]. （原始内容存档于2007-08-14）.
15. 1 2 3  Seymour, Craig. . Entertainment Weekly (Time Inc.). September 13, 2002  [June 16, 2007]. （原始内容存档于2016-10-09）.
16. ↑  Pareles, Jon. . The New York Times (The New York Times Company). December 1, 2002  [May 13, 2013]. （原始内容存档于2020-07-09）.
17. ↑  . GameAxis Unwired 37 (Singapore Press Holdings). September 2006: 61  [April 17, 2016]. （原始内容存档于2020-07-09）.
18. ↑  Hiatt, Brian. . Entertainment Weekly. Time Inc. November 1, 2002  [April 17, 2016]. （原始内容存档于2020-10-21）.
19. ↑  . Billboard (Nielsen Business Media). September 28, 2002, 114 (39): 78  [April 17, 2016]. （原始内容存档于2020-07-09）.
20. ↑  . Billboard (Nielsen Business Media). October 5, 2002, 114 (40): 78  [April 17, 2016]. （原始内容存档于2020-07-09）.
21. ↑  . AllMusic. All Media Network.   [April 17, 2016]. （原始内容存档于2020-07-09）.
22. ↑  . AllMusic. All Media Network.   [April 17, 2016]. （原始内容存档于2020-07-09）.
23. 1 2  . AllMusic. All Media Network.   [April 17, 2016]. （原始内容存档于2020-07-09）.
24. 1 2  . Amazon.de.   [April 16, 2013]. （原始内容存档于2020-07-09） （德语）.
25. 1 2  . Amazon.co.uk.   [April 16, 2013]. （原始内容存档于2020-07-09）.
26. ↑  . Billboard (Nielsen Business Media). October 5, 2002, 114 (40)  [May 13, 2013]. （原始内容存档于2020-07-09）.
27. ↑  . Billboard (Nielsen Business Media). September 28, 2002, 114 (39): 79  [May 13, 2013]. （原始内容存档于2020-07-09）.
28. ↑  . Billboard (Nielsen Business Media). October 5, 2002, 114 (48)  [May 13, 2013]. （原始内容存档于2020-07-09）.
29. ↑  . Billboard (Nielsen Business Media). February 15, 2003, 115 (7)  [May 13, 2013]. （原始内容存档于2020-07-09）.
30. ↑  . Official Charts Company.   [2019-11-06]. （原始内容存档于2006-11-12）.
31. 1 2  . British Phonographic Industry.   [July 5, 2019] （英语）.
32. 1 2  "Chart Track: Week 48, 2002". Irish Singles Chart.  [February 6, 2014].  （英語）.
33. 1 2   "Nederlandse Top 40 – week 46, 2002". Dutch Top 40  [April 17, 2006]..
34. 1 2  "Norwegiancharts.com – Christina Aguilera feat. Redman – Dirrty". VG-lista.  [February 6, 2014].（挪威語）.
35. 1 2  "Spanishcharts.com – Christina Aguilera feat. Redman – Dirrty" Canciones Top 50.  [February 6, 2014].（英語）.
36. 1 2  "Swisscharts.com – Christina Aguilera feat. Redman – Dirrty". Swiss Singles Chart.  [February 6, 2014].（英語）.
37. 1 2  "Ultratop.be – Christina Aguilera feat. Redman – Dirrty". Ultratop 50.   [February 6, 2014]. （荷蘭語）.
38. 1 2  "Danishcharts.com – Christina Aguilera feat. Redman – Dirrty". Hitlisten.  [February 6, 2014].（丹麥語）.
39. 1 2  "Aguilera, Christina – Dirrty". GfK Entertainment charts.  Retrieved February 6, 2014.  （德語）.
40. 1 2  "Austriancharts.at – Christina Aguilera feat. Redman – Dirrty". Ö3 Austria Top 40.  [February 6, 2014]. （德語）.
41. 1 2  "Archívum – Slágerlisták – MAHASZ". Single Top 40 slágerlista. Magyar Hanglemezkiadók Szövetsége.  [February 6, 2014].  （匈牙利語）.
42. 1 2  . Billboard (Nielsen Business Media). December 7, 2002, 114 (49): 79  [April 17, 2016]. （原始内容存档于2020-07-09）.
43. 1 2  "Australian-charts.com – Christina Aguilera feat. Redman – Dirrty". ARIA Top 50 Singles.  [February 6, 2014].  （英語）.
44. 1 2   (PDF). Australian Recording Industry Association.   [April 17, 2016] （英语）.
45. ↑  Cinquemani, Sal. . Slant Magazine.   [2019-11-06]. （原始内容存档于2002-11-06）.
46. ↑  Burns, Todd. . Stylus Magazine. September 1, 2003  [March 24, 2011]. （原始内容存档于2016-03-03）.
47. ↑  Clarke, Betty. . The Guardian (衛報媒體集團). October 25, 2002  [June 17, 2007]. （原始内容存档于2013-09-27）.
48. ↑  Levine, Nick. . Digital Spy. Hearst Corporation. November 13, 2008  [2019-11-06]. （原始内容存档于2009-12-07）.
49. ↑  Dunn, Jancee. . Rolling Stone. Jann Wenner. November 5, 2002  [May 12, 2013]. （原始内容存档于2013-09-21）.
50. ↑  Erlewine, Stephen Thomas. . AllMusic. All Media Network.   [May 12, 2013]. （原始内容存档于2013-04-21）.
51. ↑  Paoletta, Michael. . Billboard. Nielsen Business Media. November 2, 2002  [May 12, 2013]. （原始内容存档于2002-12-20）.
52. ↑  Wirth, Jim. . NME. November 22, 2002  [May 11, 2013]. （原始内容存档于2012-01-11）.
53. ↑  . BBC News. October 3, 2003  [2019-11-06]. （原始内容存档于2008-12-22）.
54. ↑  . San Francisco Chronicle (Hearst Corporation). January 8, 2003  [April 17, 2016]. （原始内容存档于2012-12-07）.
55. ↑  . Pittsburgh Post-Gazette. John Robinson Block. February 24, 2003  [2019-11-06]. （原始内容存档于2016-04-17）.
56. 1 2  Wilkinson, Sophie. . The Guardian. Guardian Media Group. December 1, 2012  [May 3, 2013]. （原始内容存档于2020-10-24）.
57. ↑  Katz, Amber. . MTV News. Viacom Media Networks. October 26, 2011  [April 2, 2015]. （原始内容存档于2020-07-09）.
58. 1 2 3  . . 第6季. 第24集.  15:40 记录于. September 30, 2002. MTV （英语）.
59. ↑  . MTV News. Viacom Media Networks. October 2, 2012  [2019-11-06]. （原始内容存档于2011-08-28）.
60. ↑  Edwards, Tanya L. . MTV News. Viacom Media Networks. October 23, 2002  [June 16, 2007]. （原始内容存档于2010-04-26）.
61. ↑  Young, Jr., Terry. . The Hampton Institute. May 22, 2014  [April 18, 2016]. （原始内容存档于2014-05-28）.
62. ↑  Ogunnaike, Lola. . The New York Times. The New York Times Company. July 28, 2006  [April 19, 2016]. （原始内容存档于2020-07-09）.
63. ↑  Ogunnaike, Lola. "Christina Aguilera, That Dirrty Girl, Cleans Up Real Nice" （页面存档备份，存于）.  The New York Times. The New York Times Company. July 30, 2006. Retrieved June 16, 2007.
64. ↑  D'Angelo, Joe. . MTV News. Viacom Media Networks. October 18, 2002  [2019-11-06]. （原始内容存档于2003-02-11）.
65. 1 2  Tryangiel, Josh. . Time (Time Inc). August 27, 2006  [2019-11-06]. （原始内容存档于2007-10-12）.
66. ↑  Walker, Tim. . The Independent (Independent Print Limited). August 30, 2013  [April 2, 2015]. （原始内容存档于2015-09-25）.
67. ↑  Dark, Jane. . The Village Voice (Voice Media Group). November 11, 2002  [June 18, 2007]. （原始内容存档于2004-12-09）.
68. 1 2 3  Duerden, Nick. . Blender (magazine). Alpha Media Group. November 15, 2003  [2019-11-06]. （原始内容存档于2009-08-07）.
69. ↑  Dunn, Jancee. . Rolling Stone. Wenner Media. November 5, 2002  [August 3, 2013]. （原始内容存档于2013-09-21）.
70. ↑  Presenter: Jimmy Carr. . .  130 记录于. February 6, 2005. Channel 4.
71. ↑   (音像媒体说明). Presenter: Carson Daly, Damien Fahey. MTV. Viacom Media Networks. October 4, 2002.
72. ↑  Mueller, Gavin. . Stylus Magazine. November 11, 2002  [2019-11-06]. （原始内容存档于2016-04-18）.
73. ↑  Cantiello, Jim. . MTV News. Viacom Media Networks. November 16, 2008  [April 18, 2016]. （原始内容存档于2020-07-09）.
74. ↑  Trachta, Ali. . LA Weekly. Voice Media Group. August 3, 2011  [April 18, 2016]. （原始内容存档于2018-10-05）.
75. ↑  . MTV. Viacom Media Networks.   [April 18, 2016]. （原始内容存档于2015-04-22）.
76. ↑  Hay, Carla. . Billboard (Nielsen Business Media). April 19, 2003, 115 (16): 46  [April 18, 2016]. （原始内容存档于2020-07-09）.
77. ↑  . Billboard. Nielsen Business Media. May 9, 2003  [April 18, 2016]. （原始内容存档于2020-10-29）.
78. ↑  Cinquemani, Sal; Gonzalez, Ed. . Slant Magazine. June 30, 2003  [April 2, 2004]. （原始内容存档于2014-04-07）.
79. ↑  . FHM. 鲍尔媒体集团. November 28, 2008  [2019-11-06]. （原始内容存档于2009-08-20）.
80. ↑  Runtagh, Jordan. . VH1. Viacom Media Networks. August 11, 2013  [2019-11-06]. （原始内容存档于2013-08-14）.
81. ↑  D'Angelo, Joe. . MTV News. Viacom Media Networks. November 14, 2002  [May 12, 2013]. （原始内容存档于2013-11-13）.
82. ↑  Bagwell, Matt. . The Huffington Post. AOL. January 27, 2016  [April 17, 2016]. （原始内容存档于2016-04-17）.
83. ↑  . British Broadcasting Corporation.   [May 12, 2013]. （原始内容存档于2007-10-15）.
84. ↑  Moss, Corey. . MTV News. Viacom Media Networks. August 23, 2003  [May 12, 2013]. （原始内容存档于2010-09-21）.
85. ↑  Chonin, Neva. . San Francisco Chronicle (Frank J. Vega). June 3, 2003  [May 13, 2013]. （原始内容存档于2020-07-09）.
86. ↑  Fuoco, Christina. . MTV News. Viacom Media Networks. June 5, 2003  [May 12, 2013]. （原始内容存档于2013-10-23）.
87. ↑  Julia Knowles (director), Sharon Ali (producer) and Christina Aguilera (singer-songwriter, producer). . United Kingdom: RCA Records. October 12, 2004.
88. ↑  Simpson, Dave. . The Guardian (Guardian Media Group). November 24, 2006  [May 13, 2013]. （原始内容存档于2020-07-09）.
89. ↑  Walsh, Ben. . The Independent (Independent Print Limited). December 17, 2006  [May 13, 2013]. （原始内容存档于2020-07-09）.
90. ↑  Empire, Kitty. . The Observer (Guardian Media Group). December 3, 2006  [May 13, 2013]. （原始内容存档于2020-07-09）.
91. ↑  Christina Aguilera (singer-songwriter, producer). . Australia: RCA Records. February 8, 2008.
92. ↑  Lauren, Erica. . setlist.fm. September 27, 2018  [October 27, 2019]. （原始内容存档于2020-07-09）.
93. ↑  "Sarah Michelle Gellar/Faith Hill". Saturday Night Live, episode 528. October 12, 2002.
94. ↑  Barley, Leanne. . Glamour (magazine). Condé Nast. February 25, 2015  [April 18, 2016]. （原始内容存档于2015-09-26）.
95. ↑  Garibaldi, Christina (February 24, 2015). .   [March 17, 2015]. （原始内容存档于2015-03-17）.. MTV News. Viacom Media Networks.
96. ↑  Leeds, Sarene. . Wall Street Journal. Dow Jones & Company. May 8, 2015  [April 18, 2016]. （原始内容存档于2020-07-09）.
97. ↑  .   [April 18, 2016]. （原始内容存档于2020-07-09）.
98. ↑  . iTunes Store (US). Apple Inc.   [April 18, 2016]. （原始内容存档于2016-05-09）.
99. ↑  "Ultratop.be – Christina Aguilera feat. Redman – Dirrty". Ultratop 50.   [February 6, 2014]. （法語）.
100. ↑   (PDF). Associação Brasileira dos Produtores de Discos.   [July 21, 2018]. （原始内容存档 (PDF)于2018-11-18）.
101. ↑  . Billboard. Nielsen Soundscan.   [March 30, 2019]. （原始内容存档于2020-07-09）.
102. ↑  . Croatian Radiotelevision.   [March 30, 2019]. （原始内容存档于2002-12-03）.
103. ↑  "CChristina Aguilera feat. Redman: Dirrty". Musiikkituottajat.  [February 6, 2014].（芬蘭語）.
104. ↑  "Lescharts.com – Christina Aguilera feat. Redman – Dirrty". Les classement single.  [February 6, 2014].（法語）.
105. ↑  . 國際唱片業協會希臘分會.   [February 6, 2014]. （原始内容存档于2003-06-05） （希腊语）.
106. ↑  "Italiancharts.com – Christina Aguilera feat. Redman – Dirrty". Top Digital Download.  [February 6, 2014].（英語）.
107. ↑  "Dutchcharts.nl – Christina Aguilera feat. Redman – Dirrty". Single Top 100.  [February 6, 2014].（荷蘭語）.
108. ↑  "Charts.nz – Christina Aguilera feat. Redman – Dirrty". Top 40 Singles.  [February 6, 2014].（英語）.
109. ↑  . PiF PaF Production.   [April 5, 2019]. （原始内容存档于2003-05-22）.
110. ↑   (PDF). Music & Media.   [April 13, 2019].
111. ↑  . Romanian Top 100.   [September 12, 2018]. （原始内容存档于2005-05-14）.
112. ↑  "Official Scottish Singles Sales Chart Top 100". Official Charts Company.  [February 6, 2014].（英語）.
113. ↑  . Radiotelevizija Slovenija.   [April 21, 2019]. （原始内容存档于2003-01-12）.
114. ↑  "Swedishcharts.com – Christina Aguilera feat. Redman – Dirrty". Singles Top 100.  [February 6, 2014].（英語）.
115. ↑  "Official Singles Chart Top 100". Official Charts Company.  [February 6, 2014].（英語）.
116. ↑  "Christina Aguilera Chart History (Hot 100)". Billboard.  [February 6, 2014].（英語）.
117. ↑  "Christina Aguilera Chart History (Pop Songs)". Billboard.  [February 6, 2014].（英語）.
118. ↑  "Christina Aguilera Chart History (Rhythmic)". Billboard.  [April 17, 2015].（英語）.
119. ↑  . ARIA Charts.   [February 6, 2014]. （原始内容存档于2011-07-06）.
120. ↑  . Ö3 Austria Top 40. Hung Medien.   [February 6, 2014]. （原始内容存档于2014-10-11）.
121. ↑  . Ultratop. Hung Medien.   [February 8, 2014]. （原始内容存档于2014-01-26）.
122. ↑  . Ultratop. Hung Medien.   [February 8, 2014]. （原始内容存档于2008-04-17）.
123. ↑  . GfK Entertainment GmbH.   [June 17, 2016]. （原始内容存档于2015-11-19）.
124. ↑  . Irish Singles Chart.   [February 6, 2014]. （原始内容存档于2013-02-05）.
125. ↑  . Hitparade Italia.   [February 8, 2014]. （原始内容存档于2015-02-17） （意大利语）.
126. ↑  . Single Top 100. Hung Medien.   [February 6, 2014]. （原始内容存档于2014-07-04）.
127. ↑  . Sverigetopplistan.   [June 17, 2016]. （原始内容存档于2015-02-10）.
128. ↑  . Schweizer Hitparade. Hung Medien.   [February 6, 2014]. （原始内容存档于2013-12-03）.
129. ↑   (PDF). British Phonographic Industry.   [June 7, 2010]. （原始内容存档 (PDF)于2013-01-17）.
130. ↑  . Ö3 Austria Top 40. Hung Medien.   [February 6, 2014]. （原始内容存档于2011-08-14）.
131. ↑  . Ultratop.   [June 17, 2016]. （原始内容存档于2010-09-14）.
132. ↑  . Single Top 100. Hung Medien.   [August 5, 2011]. （原始内容存档于2011-09-19）.
133. ↑  . Sverigetopplistan.   [June 17, 2016]. （原始内容存档于2015-02-10）.
134. ↑  . Hung Medien.   [April 24, 2017]. （原始内容存档于2013-08-28） （荷兰语）.
135. ↑  . Ultratop. Hung Medien.   [September 16, 2011] （荷兰语）.
136. ↑  . IFPI Denmark.   [September 16, 2011]. （原始内容存档于2014-01-02）.
137. ↑  . Nederlandse Vereniging van Producenten en Importeurs van beeld- en geluidsdragers.   [September 9, 2018] （荷兰语）. 在“Artiest of titel”框输入“Dirrty”。 在“Alle jaargangen”下拉菜单选择“2003”。
138. ↑  . Recording Industry Association of New Zealand.   [2019-11-06]. （原始内容存档于2013-10-04）.
139. ↑  . IFPI Norway.   [2019-11-06]. （原始内容存档于2011-09-30） （挪威语）.
140. ↑  Ove Bakke, Sven. . Dagbladet. April 26, 2003  [March 14, 2019]. （原始内容存档于2020-07-09）.
141. ↑   (PDF). IFPI Sweden.   [September 16, 2011]. （原始内容 (PDF)存档于2011-05-17） （瑞典语）.
142. ↑  . IFPI Switzerland. Hung Medien.   [May 14, 2013]. （原始内容存档于2020-07-09）.
143. ↑  Copsey, Rob. . Official Charts Company. January 30, 2019  [January 30, 2019]. （原始内容存档于2019-01-30）.

## 外部連結
- YouTube上的《下流》音樂錄像帶